# 푸에르토리코 해구

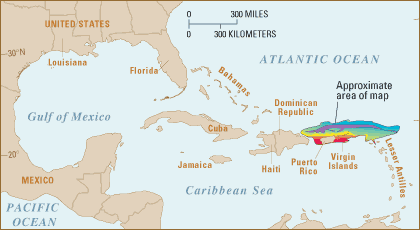
푸에르토리코 해구의 위치 지도

푸에르토리코 해구(Puerto Rico Trench)는 카리브해와 대서양 사이의 경계에 위치한다. 대서양에서 가장 깊은 곳에 있는 이 해구는 소앤틸래스 섭입대와 주된 변환 단층대 사이의 복잡한 변화와 관련되며 이는 서쪽으로 케이맨 해구를 경유하여 쿠바와 히스파니올라섬 사이에서 중앙아메리카 해안으로 확대된다.
이 해구는 길이가 800킬로미터이며 최대 깊이는 8,376미터이다. 대서양에서 가장 깊은 하나의 지점을 구성한다. 이 지점은 밀워키 해연(Milwaukee Deep)으로 호칭되며 그 주변 지역을 브라운슨 해연으로 부른다. 그러나 근래에 이 지점을 말할 때 후자 또한 전자와 함께 번갈아가며 사용된다.
과학 연구에 따르면 이 단층대를 따라 발생하는 지진이 거대한 지진해일을 일으킬 수 있다고 결론내렸다.

## 같이 보기
- 마리아나 해구
- 판 구조론